# Ансамбль Хазрати Имам
Ансамбль Хазрати Имам (узб. Hazrati Imom majmuasi) — религиозный комплекс в Ташкенте. Ансамбль был возведен около могилы имама города Ташкента, ученого, знатока Корана и хадисов, одного из первых проповедников ислама в Ташкенте, поэта и ремесленника Хазрати Имама (полное его имя — Абу Бакр ибн Исмаил аль-Каффал аш-Шоший). Согласно историческим источникам он был также мастером по изготовлению замков и ключей за что получил прозвище «Каффаль», что означает «Замочник», владел 72 языками и перевел Ветхий Завет (Тору) на арабский язык.
Кроме сооружений здесь находится библиотека восточных рукописей и Коран халифа Усмана.
В Коране 353 пергаментных листа большого размера. Поначалу Коран находился в Медине, потом в Дамаске и Багдаде. Из Багдада в Самарканд Коран был перевезён Тамерланом. В 1869 году Коран Усмана был вывезен в Санкт-Петербург, где доказали его подлинность. Оттуда Коран передали в Уфу, а уже после этого Коран Усмана был перевезен в Ташкент.
Коран Усмана, хранящийся в Ташкенте, является единственной из сохранившихся оригинальной рукописью Корана. Об этом свидетельствует сертификат, выданный Международной организацией ЮНЕСКО 28 августа 2000 года.
Строительство Ансамбля Хазрати Имам было окончено в 2007 году. Ансамбль состоит из следующих зданий:
| Фасад памятника | Двор или внутренне помещение памятника | Описание памятника |
|                 |                                        | Соборная мечеть Хазрати Имам. Возведена в 2007 году по инициативе и проекту Президента Республики Узбекистан Ислама Каримова. Мечеть имеет два купола и два минарета высотой 53 метра. Внутренняя часть куполов украшена сусальным золотом. При входе в мечеть имеется айван c с двадцатью резными колоннами из сандалового дерева. Оконные проёмы сконструированы таким образом, что позволяют солнечным лучам проникать внутрь мечети от восхода до заката. |
|                 |                                        | Медресе Муйи Муборак. Медресе возведено в XVI веке. В медресе хранится волос пророка Мухаммеда в связи с чем оно получило своё название. В медресе расположена библиотека Управления мусульман Узбекистана. В фонде библиотеки находится Коран Усмана, который датируется 644—648 годами, а также около 20 тысяч книг и рукописей, переводы Корана на более чем 30 языках. По сведениям некоторых источников Медресе Муйи Муборак («Священный Волос») было перестроено в 1856—1857 гг. по указу кокандского хана Мирзы Ахмед Кушбеги. |
|                 |                                        | Мавзолей Хазрати Имам |
|                 |                                        | Медресе Барак-хана. Построено в 1531—1532 гг. по указанию внука Улугбека — Науруз Ахмед-хана, имевшему прозвище «Барак-хан», что означает «удачливый». Внутри медресе есть два мавзолея — Мавзолей Суюнчходжа-хана, который был воздвигнут над захоронением Суюнчходжа-хан — первого правителя Ташкента из узбекской династии Шейбанидов. Название второго мавзолея — Безымянный. Он был построен для Барак-хана, однако Барак-хан был впоследствии погребен в Самарканде. Двери келий Медресе Баракхана украшены слоновой костью и цветными металлами. |
|                 |                                        | Мечеть Намазгох. Построена в 1845—1865 гг. Была местом проведения пятничных и праздничных молитв во время правления Кокандского хана Худояра. В годы революции была разрушена и разграблена, а в 70-е гг. XX века была восстановлена и передана Управлению мусульман Средней Азии и Казахстана. В 1971 году на территории мечети был открыт Исламский институт имени Имама Аль Бухари. |
|                 |                                        | Мавзолей Хазрати Имама (Каффаль Шоший). Возведена в XVI веке в честь Хазрати Имама (Абу Бакра ибн Исмаил аль-Каффал аш-Шоший). Мавзолей или гробница построена из жжёного плиточного кирпича, украшен майоликой, имеет прямоугольную форму с большим голубым куполом сверху. Окна здания украшены ганчевой панджарой. Гробница представляет собой ханаку и включает в себя кельи, мечеть, усыпальницу и другие помещения, предназначенные для предоставления приюта дервишам в худжрах. К обеим сторонам надгробия «Каффал Шоший» примыкают чиллахона. В этом же месте захоронены сыновья Хазрати Имама и его ученики. Недалеко от мавзолея находится дом в котором жил Ходжа Ахрар вали. Гробница Хазрати Имама (Абу Бакра ибн Исмаил аль-Каффал аш-Шоший) почитается мусульманами всего мира. |

Около мавзолея расположен дом, где жил мастер суфизма, государственный деятель, святой Ходжа Ахрар вали.
Ещё одним сооружением Ансамбля Хазрати Имам является Соборная мечеть «Тилла Шайх», которая была построена на средства одного из богатейших людей Ташкента XIX века — Тилля Шайха и состоит из двух частей — михрабов для удобства молящихся.
К Ансамблю Хазрати Имам относится и здание Духовного управления мусульман всего Узбекистана, построенное народными мастерами Узбекистана. В этом же здании располагается Комитет по делам религий при Кабинете Министров РУз. 
С 2018 года на территории, примыкающей  к Ансамблю Хазрати Имам, ведётся строительство  Центра исламской цивилизации.